# Foresta Lyman-alfa
In spettroscopia astronomica, la foresta Lyman-alfa è la somma delle linee spettrali d'assorbimento che derivano dalla transizione Lyman alfa dell'idrogeno neutro nella luce di quasar o galassie particolarmente lontane.

## Scoperta
La foresta Lyman-alfa fu scoperta nel 1970 dall'astronomo Roger Lynds durante l'osservazione del lontano quasar 4C 05.34. A quel tempo il quasar 4C 05.34 era l'oggetto più lontano osservato e Lynds rilevò un numero insolitamente elevato di linee di assorbimento nel suo spettro. Egli suggerì che le linee di assorbimento fossero tutta dovute alla stessa transizione Lyman-alfa. Ulteriori osservazioni effettuate da John Bahcall e Samuel Goldsmith, confermarono la presenza di queste linee di assorbimento inusuali, senza però attribuirne con certezza l'origine.
Osservazioni successive evidenziarono che altri quasar ad alto redshift mostravano lo stesso sistema di linee di assorbimento strette. Lynds fu il primo a definirle foresta Lyman-alfa. Jan Oort argomentò che le peculiarità dello spettro di assorbimento non erano dovute a interazioni all'interno dei quasar, ma all'assorbimento all'interno delle nubi di gas intergalattico dei superammassi.

## Meccanismo
Queste linee di assorbimento derivano dal mezzo intergalattico attraverso il quale la luce è transitata nel suo percorso verso la Terra. Poiché l'assorbimento e l'emissione di onde elettromagnetiche seguono le leggi della meccanica quantistica, solo fotoni con uno specifico contenuto di energia possono essere assorbiti dagli atomi di idrogeno del mezzo.
Questo causa ogni singola riga di assorbimento. La “foresta” è creata dal fatto che i fotoni provenienti da fonti distanti mostrano fenomeni di spostamento verso il rosso che dipendono dalla distanza intercorrente fra noi e la sorgente stessa.
Poiché nubi di idrogeno neutro poste a differenti distanze fra l'osservatore e la fonte luminosa percepiscono i fotoni a differenti lunghezze d'onda, ogni singola nube lascia la sua “impronta” sotto forma di linea di assorbimento in differenti posizioni nello spettro osservato da terra.
La foresta Lyman alfa è un'importante prova per l'esistenza di un mezzo intergalattico, e può essere utilizzata per determinare la frequenza e la densità delle nubi contenenti idrogeno neutro, così come la loro temperatura. Ricerche per ulteriori elementi come elio, carbonio e silicio, l'abbondanza di elementi pesanti possono ulteriormente essere svolte.
Per quasar posti a redshift maggiore il numero di linee della foresta è più alto, tanto che per distanze superiori e z=6, è presente tanto idrogeno neutro interposto che la foresta si trasforma nell'effetto Gunn-Peterson.
Ciò mostra approssimativamente la data di reionizzazione dell'universo.